# Paolo Santambrogio
Paolo Santambrogio (Milano, 19 maggio 1978) è un fotografo e regista italiano.

## Biografia

### Carriera fotografica
Svolge principalmente la sua attività nel settore moda e nella fotografia di ritratto.
La carriera fotografica di Paolo Santambrogio inizia nel 2007 con un servizio fotografico su Vanity Fair Italia. Da quel momento ha realizzato copertine e servizi fotografici legati al mondo della moda e del ritratto, oltre che per Vanity Fair, per Vogue Italia, Glamour, GQ, L'Officiel, Cosmopolitan, Style Magazine, Grazia e altri magazine italiani ed internazionali.
In campo pubblicitario ha collaborato con Fendi, Trussardi, Marc Jacobs, Enrico Coveri, Iceberg, Gaetano Navarra, Dolce&Gabbana, Rinascente oltre che con giovani marchi emergenti come Caterina Gatta e Fausto Puglisi.
Oltre alla moda, dedica molta parte della sua attività di fotografo alla fotografia di ritratto, scattando servizi fotografici a personaggi del mondo dello spettacolo come Rita Ora, Joe Jonas, Cécile Cassel, Abel Ferrara, Alexander Zverev, Valeria Golino, Isabella Ferrari, Luca Argentero, Pierfrancesco Favino, Filippo Timi, Claudia Pandolfi, Tea Falco, Matilde Gioli, Miriam Leone e tanti altri.
Nel 2015 viene inserito insieme ad una selezione di fotografi di moda italiani all'interno della mostra "Il nuovo vocabolario della moda italiana" alla Triennale di Milano.

### Attività di regista
Alla carriera di fotografo, Santambrogio ha affiancato quella di regista, in particolare di videoclip musicali: nel 2009 firma la regia del video ufficiale di Alone, brano di Paola Iezzi, finalista al Premio Videoclip Italiano 2009. Nel 2013 e nel 2014, ancora per Paola Iezzi, dirige i video dei singoli Se perdo te (cover di un brano di Patty Pravo con le illustrazioni di Ivo Bisignano), e Get Lucky, ambientato a New York.
Per quanto riguarda i video legati al mondo della moda nel 2011 realizza il cortometraggio The others me e nel 2012 Losing my religion (finalista IUFF Fashion Film Festival), per il sito di Vogue Italia; del 2013 è il cortometraggio moda per S Magazine, dal titolo Eliza (International Fashion Film Awards 2014 Nominations: miglior regia, miglior fotografia, miglior montaggio, miglior colonna sonora).
Nel 2014 dirige il corto di animazione digitale per la collezione di borse Qutweet di Fendi.
Nel 2015 dirige il cortometraggio moda Wunderkammer per la stilista Caterina Gatta. La protagonista è l'attrice Tea Falco e il video è realizzato a Parigi. Il monologo recitato nel film è scritto dallo scrittore Nicola Lagioia, vincitore del Premio Strega proprio nel 2015. Il cortometraggio viene inserito tra le tre nominations come "Best Italian Fashion Film" al Fashion Film Festival Milano. Sempre lo stesso anno il videoclip pubblicitario per il brand di profumi "Bloodconcept" viene selezionato nelle nominations come "Miglior video pubblicitario" all'ASVOFF 2015, festival dedicato ai video moda tra i più importanti a livello internazionale.
Nel 2016 dirige il video del singolo di Paola Iezzi Lovenight, mentre nel 2018 per la stessa artista il video per il singolo Ridi, ambientato a Los Angeles.

## Vita privata
Dal 2007 è il compagno della cantante e produttrice musicale Paola Iezzi.

## Videografia

### Cortometraggi moda
- Milleluci (2010)
- The Others Me (2011)
- Eliza (2013)
- Wunderkammer (2015)

### Videoclip
- Alone di Paola Iezzi (2009)
- In adorazione di te di Stiv feat. Paola Iezzi (2012)
- Se perdo te di Paola Iezzi (2013)
- The Time Has Come (Nico Romano Remix) di Paola Iezzi (2014)
- Get Lucky di Paola Iezzi (2014)
- Lovenight di Paola Iezzi (2016)
- Ridi di Paola Iezzi (2018)
- Gli occhi del perdono di Paola Iezzi (2019)
- LTM di Paola Iezzi (2020)
- Mon Amour di Paola Iezzi (2020)
- Furore di Paola & Chiara (2023)
- Mare caos di Paola & Chiara (2023)
- Solo mai di Paola & Chiara (2023)
- The Queens (Lyric Video) di Paola Iezzi (2024)
- Festa totale di Paola & Chiara (2024)
- Il linguaggio del corpo di Paola & Chiara feat. BigMama (2024)
- Club astronave di Paola Iezzi (2024)